# Черновик

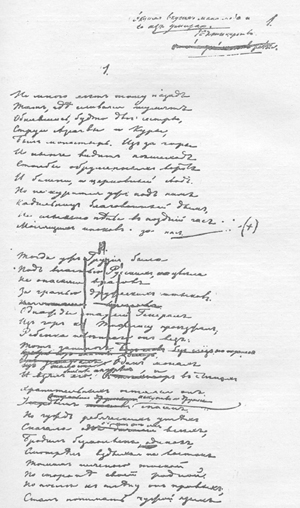
Страница черновика поэмы «Мцыри» М. Ю. Лермонтова.

Чернови́к, черново́й докуме́нт — предварительная версия документа (выполненная от руки, машинописью или с помощью компьютера), отражающая работу автора или редактора над текстом. Именно с черновика начинается, как правило, составление документа.
После переписывания или перепечатки составляемый документ становится беловиком (чистовиком). Беловой документ — это рукописный, машинописный или компьютерный документ, текст которого перенесён с чернового документа (или сразу написан) без помарок и исправлений в виде, который авторы предполагают окончательным. Если беловик вновь подвергается правке, то становится вторым черновиком.

## Авторство и совместная работа
Автором черновика может быть как один человек, так и несколько. Правка черновика в случае соавторства может происходить последовательно либо более сложным путём, с созданием проекта текста, правкой различных его экземпляров разными авторами и последующим сведением в один экземпляр (сводный черновик). Многие программы для создания документов позволяют вести совместную работу нескольким авторам и сохранять историю документа как последовательность его черновых вариантов.

## Особые разновидности черновиков
- Наброски — предварительные намётки, неоконченные и не связанные друг с другом части текста или другого документа.
- Эскизы — предварительные чертежи, выполненные обычно без применения чертёжных инструментов, не в масштабе, но с изображением требуемых видов, разрезов, сечений изображаемого объекта, с нанесением размеров и других пояснений. Эскизы применяются также в изобразительном искусстве.

## Ценность черновиков
Поскольку черновики отражают последовательность работы автора над текстом и могут содержать ранние варианты текста, в некоторых случаях они представляют значительную историческую, культурную и научную ценность, в частности, для исследователей творчества конкретного автора. Например, все известные черновики А. С. Пушкина собираются и исследуются в Пушкинском Доме.
Черновики могут представлять интерес и для разведки (как государственной, так и корпоративной). В правилах работы с конфиденциальными и секретными документами обычно содержится требование уничтожать (в установленном порядке) черновики документов, содержащих конфиденциальные сведения, для предотвращения несанкционированного доступа к ним.

## Брульон
В картографии России XVIII—XIX вв. так назывался любой план, который снимали наскоро, причём глазомерным способом. Такие планы назывались глазомерными брульонами. В военном деле брульон снимали без помощи каких-либо инструментов или использовали самые простые, такие как буссоль, эккер и т. д. При съёмке такого рода планов обращали внимание на характер местности и расстояние между важнейшими пунктами, ориентиры и иные предметы местности, которые могли бы повлиять на ход военных действий.